# モンテコーリチェ
モンテコーリチェ（伊: Montecorice）は、イタリア共和国カンパニア州サレルノ県にある、人口約2,700人の基礎自治体（コムーネ）。

## 地理

### 位置・広がり

#### 隣接コムーネ
隣接するコムーネは以下の通り。
- カステッラバーテ
- ペルディフーモ
- サン・マウロ・チレント
- セッラメッツァーナ

## 行政

### 分離集落
モンテコーリチェには、以下の分離集落（フラツィオーネ）がある。
- Agnone, Case del Conte, Cosentini, Fornelli, Ortodonico, Zoppi